# Engehausen (Essel)
Engehausen ist ein Ortsteil der Gemeinde Essel im niedersächsischen Landkreis Heidekreis.

## Geographie
„Ein Charakteristikum des Allertals sind viele Schleifen und weite Bögen, die sich nach der Eiszeit gebildet haben. Auch im Gebiet der Gemarkungen Engehausen und des linksseitigen Marklendorf ist dieser kurvenreiche Verlauf nachzuvollziehen. Besonders die Alte Aller, welche direkt an der Blankenburg vorbeifließt, gibt darüber Zeugnis: Hier floss vor dem Bau der Schleusenanlage Marklendorf in weitem Bogen die eigentliche Aller.“

In der Gemarkung von Engehausen gibt es zwei mittelalterliche Burgen: Die Uhlenburg ist nur noch als Burgstelle erkennbar, während die Blankenburg heute ein landwirtschaftlicher Betrieb ist.

„Dass sich in der Gemarkung Engehausen allein zwei solche Burgen befanden, legt ein beredtes Zeugnis über die strategische Bedeutung dieses Gebietes ab.“

Die günstige Lage verhalf den alten Adelsgeschlechtern, die sich in der Gegend ansiedelten, zur Kontrolle der Schiffe auf der Aller – bevor die Straße nach Celle zwischen 1856 und 1866 gebaut wurde.
Der Ort hat drei Ortslagen: Stillenhöfen, Blankenburg und Engehausen. Er liegt am nördlichen Ufer der Aller. Die Bundesautobahn 7 lässt den Ort östlich liegen. Die Raststätte Allertal liegt an der Kreuzung der Autobahn mit der Straße von Essel nach Celle (L180) – durch Engehausen.

## Geschichte
Die Geschichte Engehausens geht sehr weit in die Vergangenheit zurück. Auf mehreren Höfen der Ortschaft hat es Besitzer mit dem Namen „Plesse“ gegeben – wie in anderen Orten des Allertals auch (z. B. in Jeversen, Buchholz, Marklendorf, Essel, Schwarmstedt, Hodenhagen und Thören). Verwandtschaftliche Beziehungen lassen sich nur teilweise belegen. Auf dem Davidshof gab es z. B. eine Else Plesse, geb. Plesse (1902–1997).
Am 1. März 1974 wurde Engehausen in die Gemeinde Essel eingegliedert.

## Höfe

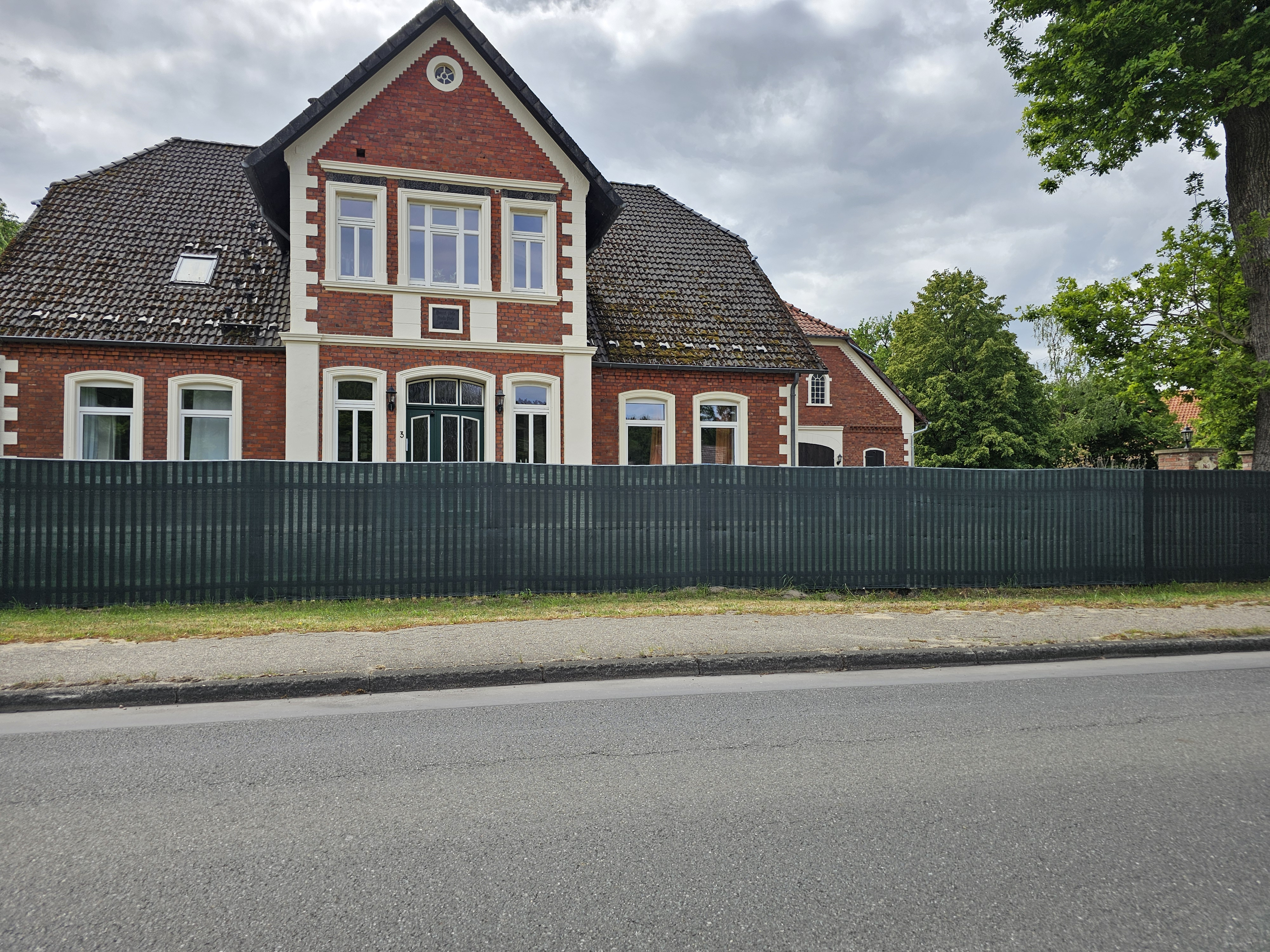
Hof an der L180

Engehausen ist eine landwirtschaftlich geprägte Ortschaft. Außer den Höfen in Stillenhöfen, Engehausen und der Blankenburg ist ein Forsthof Ende des zwanzigsten Jahrhunderts entstanden. Nach dem Zweiten Weltkrieg sind ein Campingplatz in der Nähe des Rasthofes Allertal und einige Ferienwohnungen entstanden.

### Stillenhöfen
In Stillenhöfen gibt es zwei Höfe, den Gabrielshof und den Davidshof. Der Gabrielshof kommt im Hofschatzregister von Celle 1438 vor. Der Davidshof wird 1683 in einem Meierbrief erwähnt.

### Engehausen
In Engehausen gibt es vier Höfe, den Henkenhof, Kassens Hof, den Eimckershof und Hachmeisters Hof. Die Existenz des Henkenhofes lässt sich bis 1511 zurückverfolgen. Kassenshof wurde 1589 im Viehschatzregister aufgeführt. Der Eimckershof wird im Schatzregister von 1683 erwähnt. Hachmeisters Hof wurde 1802 aktenkundig.

### Blankenburg
Der Hof der Blankenburg ist in einem Dokument der Amtsvogtei Essel von 1618 vermerkt.